# Деде-Сутой
Деде-Сутой (рос. Дэдэ-Сутой) — улус Селенгинського району, Бурятії Росії. Входить до складу Сільського поселення Сутой.
Населення — 340 осіб (2015 рік).